# مورزینو (شهرستان کراسنوکامسکی، باشقیرستان)
مورزینو (انگلیسی: Murzino, Krasnokamsky District, Republic of Bashkortostan) یک شهرک در شهرستان کراسنوکامسکی استان باشقیرستان کشور روسیه است.